# Státní knihovna San Marina
Státní knihovna San Marina, plným jménem Státní knihovna a knihovní dědictví (statky) Republiky San Marino, (italsky Biblioteca di Stato e Beni Librari della Repubblica di San Marino) je národní knihovnou San Marina se sídlem v paláci Valloni. Byla založena v roce 1839 a veřejnosti otevřena v roce 1894. Po většinu své historie byla spravována spolu se sanmarinskými archivy a muzeem, ale od 80. let 20. století se tři instituce osamostatnily. 
Knihovna má od roku 1957 (zákon upravuje právo z roku 1881) právo povinného výtisku všech publikací vydaných v San Marinu nebo uvedených na trh v San Marinu a San Marina se týkajících. Od roku 2008 je součástí Sítě knihoven Romagny a San Marina. 

## Historie

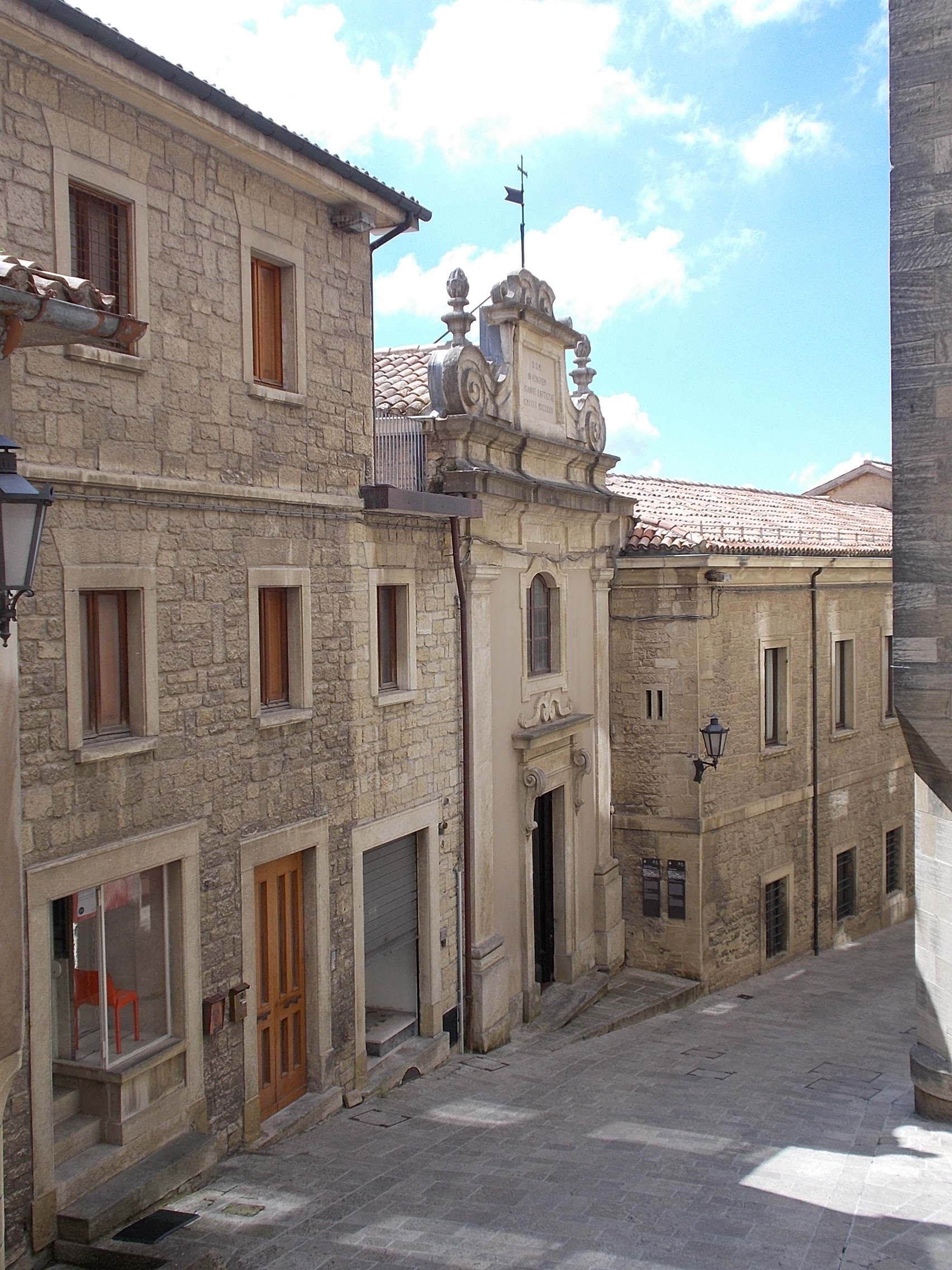
Ukázka architektonického stylu paláce Valloni. Vstup do Oratorio Valloni, kostela Řádu maltézských rytířů zasvěceného sv. Janu Křtiteli.

Autory prvního návrhu zřízení veřejné knihovny byli roku 1826 kapitáni-regenti Giambattista Onofri a Marino Berti. Jejím základem se v roce 1839 stala knižní sbírka patřící rodině Antonia Onofriho, kterou roku 1846 doplnila knihovna rodiny Valloni zakoupená spolu s palácem Valloni. Knihovna a muzeum, které byly v paláci umístěny, se v následujících desetiletích rozrůstaly díky četným darům. Pro veřejnost byla knihovna otevřena 30. září 1894 a v roce 1900 byla začleněna do výpůjční služby veřejných knihoven Italského království. Až do 80. let 20. století bylo fungování knihovny úzce spjato s institucemi archivů a muzea a jejich správa svěřena vrchnímu knihovníkovi a jeho zástupci. V prvním desetiletí 20. století se fond knihovny dále výrazně rozrostl díky darům neapolské rodiny Broccoli, boloňské rodiny Nardi a Boloňské městské knihovny a akvizici sbírky přírodovědce, geologa a lingvisty Achillea Telliniho. Mezi lety 1917 a 1942 knihovna vydávala literární přehled Museum-Bollettino della Biblioteca-Museo ed Archivio governativi e dello Studio sammarinese (od roku 1926 jako Libertas Perpetua-Museum Rassegna storico letteraria della Repubblica di San Marino). Palác Valloni byl poškozen spojeneckým bombardováním 26. června 1944 a jeho rekonstrukce byla roku 1954 následována i reorganizací knihovny. Zavedený byl lístkový katalog dle soudobých bibliografických standardů. Na počátku 80. let 20. století se z knihovny, archivů a muzea staly samostatné instituce. Roku 1993 se knihovna stala součástí Konference knihovníků evropských národních knihoven (CENL) a od roku 2008 je součástí Sítě knihoven Romagny a San Marina (Rete Bibliotecaria di Romagna e San Marino).

## Sbírky knihovny

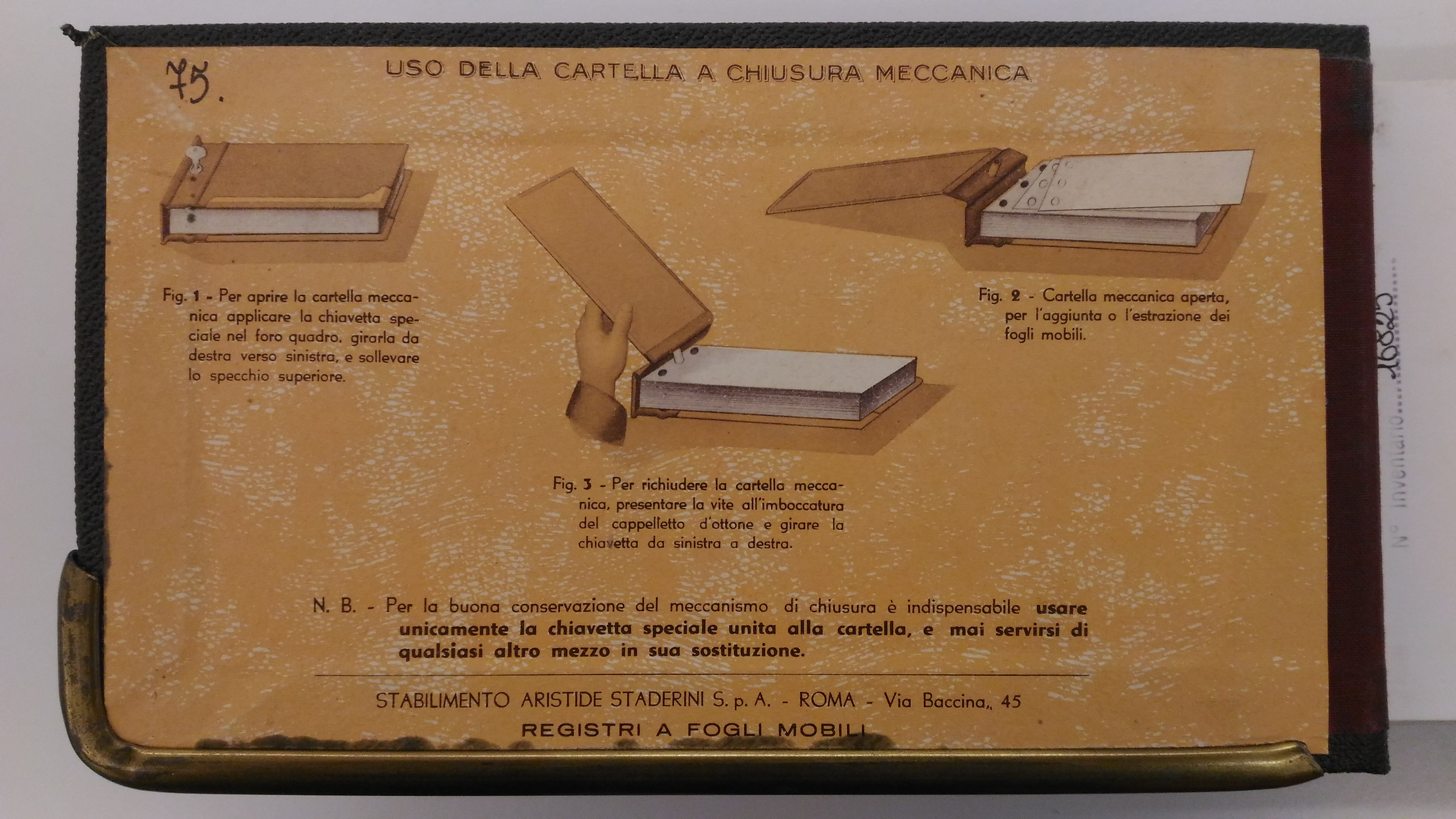
Návod k používání katalogu typu Staderini, jehož autorem je italský vynálezce Aristide Staderini

Státní knihovna nabízí informační a referenční služby, reprografické služby, možnost studia dokumentů ve studovnách, absenční výpůjčky části knihovních fondů a meziknihovní výpůjčky.
Své sbírky knihovna rozšiřuje akvizicemi a dary, ale především na základě práva na povinný výtisk. To bylo potvrzeno zákonem z roku 1957 (upravujícím právo z roku 1881) pro veškeré tiskoviny pro veřejnost i omezené užití vytištěné v San Marinu, ale i mimo něj, pokud jsou dovezeny na jeho území a San Marina se týkají.
Knihovna má ve fondu přibližně 120 000 svazků nejrůznějšího stáří a odebírá řadu periodik, včetně 17 italských a sanmarinských novin. Ve volném výběru jsou k dispozici literární, humanitní, přírodovědné a právní vědecké texty, ale rovněž současná beletrie a literatura faktu, turističtí průvodci, encyklopedie a slovníky. Knihovna uchovává rukopisy různého stáří a zaměření, přibližně dvacet prvotisků, více než osm set dokumentů ze šestnáctého století a značný počet vydání pocházejících ze sedmnáctého až devatenáctého století.
Bibliografický výzkum fondu knihovny je možný prostřednictvím jednoho ze tří katalogů. Lístkového katalogu Staderini, lístkového katalogu mezinárodního formátu nebo digitálního katalogu.
Významné jsou rovněž sbírky dokumentů vztahujících se k San Marinu. Mezi nimi:
- Sbírka Sanmarinská bibliografie, která obsahuje historické i současné publikace o San Marinu a od sanmarinských autorů. Je rozšiřována především na základě zákona o povinném výtisku.
- Sbírky periodik
- Rukopisné sbírky (ze sbírek Delfico, Mengozzi, Gozi atd.)
- Fotografický archiv
- Sbírka tisků, plakátů a letáků